# Nerijus Vasiliauskas
Nerijus Vasiliauskas (ur. 28 marca 1990) – litewski wioślarz.

## Osiągnięcia
- Mistrzostwa Świata Juniorów – Amsterdam 2006 – czwórka podwójna – 15. miejsce[1].
- Mistrzostwa Świata U-23 – Glasgow 2007 – czwórka podwójna – 14  miejsce[1].
- Mistrzostwa Świata Juniorów – Linz 2008 – dwójka podwójna – 2. miejsce[1].
- Mistrzostwa Świata U-23 – Račice 2009 – czwórka podwójna – 13  miejsce[1].
- Mistrzostwa Europy – Brześć 2009 – czwórka podwójna – 10. miejsce[1].